# 皮耶迪蒙特-圣杰尔马诺
皮耶迪蒙特-圣杰尔马诺（義大利語：Piedimonte San Germano），是意大利弗罗西诺内省的一个市镇。总面积17.39平方公里，人口5968人，人口密度343.2人/平方公里（2009年）。ISTAT代码为060052。